# Timothy Peake
Timothy Nigel Peake (ur. 7 kwietnia 1972 w Chichesterze) – brytyjski astronauta i oficer armii.

## Życiorys
W 1990 ukończył męską szkołę średnią w Chichester, a w 1992 Royal Military Academy Sandhurst i został oficerem British Army Air Corps. W 2005 skończył szkołę pilotów doświadczalnych w Boscombe Down, a w 2006 na University of Portsmouth uzyskał tytuł licencjacki z zakresu dynamiki i ewaluacji lotu. Był m.in. żołnierzem Royal Green Jackets i dowódcą plutonu w Irlandii Północnej. W latach 1994–1998 był pilotem rozpoznania i dowódcą lotniczym w Niemczech, Jugosławii, Irlandii Północnej, Kenii i Kanadzie. W 1998 ukończył kurs pilotażu helikoptera, a w latach 2002-2005 był instruktorem lotniczym. Jest członkiem Królewskiego Towarzystwa Aeronautycznego (Royal Aeronautical Society). W 2009 zakończył służbę w armii w stopniu majora. Ma wylatane ponad 3000 godzin na helikopterach i stałopłatach. W 2016 został odznaczony Orderem Św. Michała i Św. Jerzego z rąk Królowej Elżbiety II podczas ceremonii, która odbyła się w Zamku Windsor.

## Kariera astronauty
20 maja 2009 został wybrany przez ESA kandydatem na astronautę. W listopadzie 2010 ukończył podstawowe szkolenie astronautyczne, a we wrześniu 2011 otrzymał certyfikat Eurocomu. Od 15 grudnia 2015 do 18 czerwca 2016 brał udział w długoterminowej misji Sojuz TMA-19M/Ekspedycja 46/Ekspedycja 47 na Międzynarodową Stację Kosmiczną trwającej 185 dni, 22 godziny i 11 minut. Wykonał wówczas jeden spacer kosmiczny wraz z Timothy'm Koprą. Po powrocie podjął pracę w Europejskim Centrum Astronautycznym ESA w Kolonii jako szef biura załogi.
Stowarzyszenie Uczestników Lotów Kosmicznych (Association of Space Explorers) przyznało mu Universal Astronaut Insignia za lot orbitalny (nr 543).